# James H. Wilkinson
James „Jim“ Hardy „Wilkie“ Wilkinson (* 27. September 1919 in Strood, Kent; † 5. Oktober 1986 in London) war ein britischer Mathematiker, der die numerische Mathematik vor allem durch Arbeiten zur Rückwärtsanalyse von Rundungsfehlern bereichert hat. 1970 wurde ihm der Turing-Preis verliehen.

## Leben
Wilkinson erhielt im Alter von elf Jahren ein Stipendium für Sir Joseph Williamson’s Mathematical School und mit 16 eines für das Trinity College der University of Cambridge, wo er mit 17 ein Mathematikstudium begann (u. a. bei Abram Besikowitsch, Godfrey Hardy und John Littlewood) und dieses 1939 im Alter von 20 Jahren als Jahrgangsbester verließ (Senior Wrangler in den Tripos-Prüfungen). Während des Zweiten Weltkriegs führte er für das britische Ministry of Supply mittels numerischer Methoden Berechnungen zur Ballistik durch. 1945 heiratete er Heather Nora Ware, mit der er eine Tochter und einen Sohn hatte. Von 1946 bis 1980 wirkte er am National Physical Laboratory (NPL) in Teddington, Middlesex. Ab 1977 war Wilkinson zugleich (bis 1984) Professor am Department für Informatik der Stanford University in Palo Alto, Kalifornien.

## Leistungen
Alan Turing, der von 1945 bis 1948 ebenfalls am National Physical Laboratory tätig war, arbeitete während dieser Zeit am Entwurf eines Computers, der in Anlehnung an die Analytical Engine von Charles Babbage Automatic Computing Engine (ACE) genannt wurde. Wegen organisatorischer Probleme am NPL verzögerte sich der Bau der ACE jedoch, weshalb Alan Turing das Institut verließ. James Hardy Wilkinson, zuvor Turings Assistent, leitete das Team, das schließlich Turings Ideen umsetzte und 1950 einen Prototyp der ACE fertigstellte. Dieser Prototyp war für einige Zeit der schnellste Computer der Welt. Der für die Multiplikation zuständige Teil des Rechenwerks wurde von Wilkinson entwickelt. Vom Nachfolgemodell DEUCE wurden mehr als 30 Exemplare hergestellt, die zum Teil noch bis 1970 im Einsatz waren.
Berühmt wurde Wilkinson aber vor allem durch seine Arbeiten zur Stabilität in der numerischen Mathematik. Da Computer mit Gleitkommazahlen beschränkter Genauigkeit arbeiten, treten bei Berechnungen Rundungsfehler auf, die das Ergebnis erheblich verfälschen können. Wilkinson hat sich intensiv mit der Analyse derartiger Rundungsfehler beschäftigt. Mittels der von ihm entwickelten Methode der Rückwärtsanalyse bewies er fundamentale Resultate zur Fehlerabschätzung, die insbesondere für die Lösung von linearen Gleichungssystemen von großer Bedeutung sind. Gemeinsam mit Christian Reinsch veröffentlichte Wilkinson zahlreiche der von ihm entwickelten und analysierten Algorithmen in dem grundlegenden Handbook for Computation, Volume II, Linear Algebra, das 1971 im wissenschaftlichen Springer-Verlag erschien. Sie wurden ab 1971 von der Numerical Algorithms Group (NAG) in Software umgesetzt. Ferner prägte Wilkinson den Begriff „dünnbesetzte Matrix“.

## Ehrungen
Für seine Leistungen in der numerischen Mathematik wurde James Hardy Wilkinson 1970 mit dem bedeutenden Turing-Preis der ACM ausgezeichnet. Im selben Jahr wurde er John von Neumann Lecturer der Society for Industrial and Applied Mathematics. Bereits 1963 hatte er die Ehrendoktorwürde der Universität Cambridge erhalten. Im Jahr 1969 wurde er in die Royal Society of London gewählt, 1974 in die American Academy of Arts and Sciences. 1977 wurde er Ehrenmitglied des britischen Institute of Mathematics and its Applications. 1978 wurde als korrespondierendes Mitglied in die Bayerische Akademie der Wissenschaften aufgenommen. 1987 erhielt er den Chauvenet-Preis. Er erhielt Ehrendoktortitel der Brunel University, der Heriot-Watt University, der University of Waterloo und der University of Essex.
Das Argonne National Laboratory, das National Physical Laboratory und die Numerical Algorithms Group vergeben seit 1991 in vierjährigem Abstand zu seinen Ehren den J. H. Wilkinson Prize for Numerical Software und die SIAM vergibt den James-H.-Wilkinson-Preis für Numerische Analysis und Wissenschaftliches Rechnen.
1974 war er Invited Speaker auf dem Internationalen Mathematikerkongress in Vancouver (Invariant Subspaces), 1962 in Stockholm (Error bounds for unitary equivalence and similarity transformations) und ebenso 1966 (A priori error estimates of algebraic processes).

## Schriften
- Rounding errors in algebraic processes. 1963 (deutsch Rundungsfehler, übersetzt von Gerhard Goos. 1969, Springer, Berlin u. a.)
- The Algebraic Eigenvalue Problem. 1965, Oxford University Press
- Mit Christian Reinsch: Handbook for Computation, Volume II, Linear Algebra, Grundlehren der mathematischen Wissenschaften, Springer-Verlag, 1971
- The Perfidious Polynomial. In: Studies in Numerical Analysis. S. 1–28, MAA Stud. Math., 24, Math. Assoc. America, Washington, DC, 1984